# Rio Araújo
Le rio Araújo est un fleuve brésilien de l'État de Santa Catarina. Il marque la frontière sud entre les municipalités de Florianópolis et São José, séparant les quartiers de Capoeiras (à Florianópolis) et Campinas (à São José). Il se jette ensuite dans l'océan Atlantique, dans la baie Sud.
Le fleuve est très pollué et ne compte plus de poissons depuis les années 1980.